# ザ・プリンス 京都宝ヶ池
ザ・プリンス 京都宝ヶ池（ザ・プリンス きょうとたからがいけ、英: The Prince Kyoto Takaragaike）は、京都府京都市左京区宝ヶ池に所在するホテル。西武・プリンスホテルズワールドワイドが運営する「プリンスホテル」のひとつ。
マリオット・インターナショナルのブランド「オートグラフコレクション」にも加盟している。

## 概要
宝が池公園や国立京都国際会館に隣接しており、大規模な国際イベントと連携して相乗効果が生まれるという期待をもって1986年開催を目指していた「京都サミット」構想に合わせ、ワコールの創業者で当時社長であった塚本幸一（当時：京都商工会議所会頭）が「京都にサミットを誘致するには、国際会館付近に大型宿泊施設を建設するのが、必須条件だ」とホテル誘致を推進し、建設された。建設計画当時、都市公園区域の指定を外して売却されたことで訴訟が起きたり、周辺の景観への影響を懸念した市民団体などから反対運動が起こった。
村野藤吾設計。円形の建物で中心部には中庭が配置され全層吹き抜けとなっている。周囲にはホテル全体を包み込む様に植樹林が立ち並んでいる。
2003年3月に京都駅構内に「プリンスホテルウエルカムカウンター」が開設され、カウンターでチェックインや宿泊予約チェックインや宿泊予約のほか、カウンターで預けた荷物をホテルで受け取るサービスを実施している（びわ湖大津プリンスホテルと共同）。
2020年10月9日に現名称へと変更・リブランドを行い、同時にマリオット・インターナショナルのオートグラフコレクションに加盟した。

## 沿革
1986年、「京都宝ヶ池プリンスホテル」として開業。旧名称に「宝ヶ池」が入っていたのは、西武グループとは無関係の「京都プリンスホテル」（1987年に統一協会に買収され、2000年12月10日閉館）が下鴨神社近くに存在していたためである。
2007年、プリンスホテルのブランド再編により「グランドプリンスホテル京都」に改称。
2020年、「ザ・プリンス 京都宝ヶ池」に再度改称・リブランドし、開業当時のホテル名に含まれていた「宝ヶ池」が復活。同時にマリオット・インターナショナルと提携し、「オートグラフコレクション」ブランドの一つとなる。リブランドと同時に客室・レストランがリニューアルされ、クラブラウンジも新設された。

## 施設
- 客室310室
客室は2～4階が「フォレストフロア」、5～6階が「デラックスフロア」、7～8階が「クラブフロア」とカテゴリー分けされており、クラブフロア宿泊者は後述のクラブラウンジを利用できる。
- レストラン＆バー3
  - メインダイニング「いと桜」
  - メインバー「アスコット」
  - 茶寮
  - 中国料理「桃園」(営業終了）
  - 日本料理「宝ヶ池」(営業終了)
  - ロビーラウンジ「水の音」(営業終了)
- 宴会場
  - 大宴会場「プリンスホール」
  - 中宴会場「ゴールドルーム」「ロイヤルルーム」「ローズルーム」
  - 小宴会場「比叡」「鞍馬」「貴船」
- フィットネスジム
- クラブラウンジ
- 駐車場100台

## アクセス
- 京都市営地下鉄烏丸線国際会館駅から徒歩7分

- 京都駅から約10km、約30分（平常時）
- 伊丹空港から約57km、約90分（平常時）
- 名神高速道路京都南インターチェンジから約18km、約45分（平常時）
- 名神高速道路京都東インターチェンジから約11km、約40分（平常時）